# Saint-Léger-de-Peyre
Saint-Léger-de-Peyre is een gemeente in het Franse departement Lozère (regio Occitanie) en telt 176 inwoners (1999). De plaats maakt deel uit van het arrondissement Mende.

## Geografie
De oppervlakte van Saint-Léger-de-Peyre bedraagt 28,7 km², de bevolkingsdichtheid is 6,1 inwoners per km².
De onderstaande kaart toont de ligging van Saint-Léger-de-Peyre met de belangrijkste infrastructuur en aangrenzende gemeenten.

## Demografie
Onderstaande figuur toont het verloop van het inwonertal (bron: INSEE-tellingen).